# Rudolf Kögler

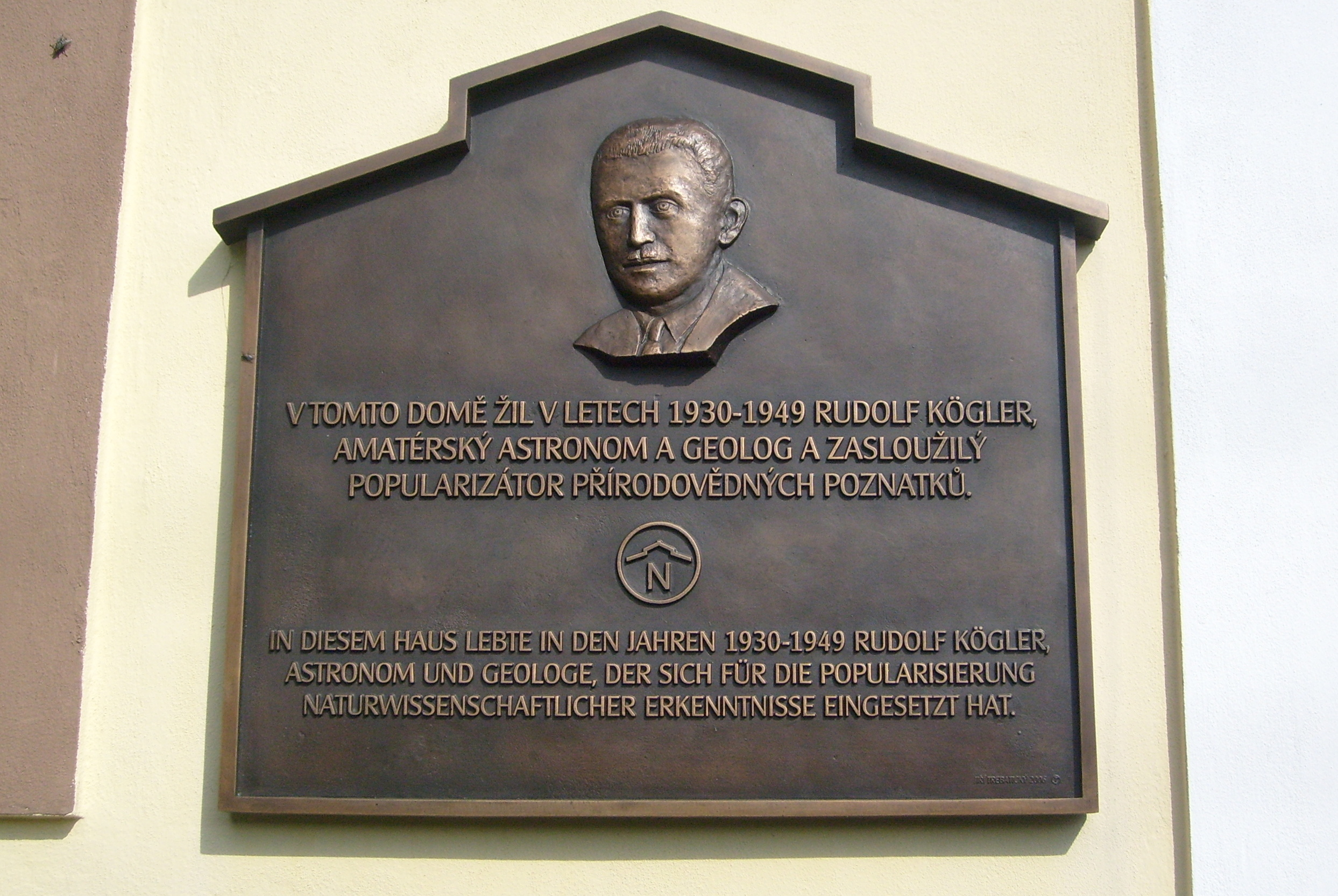
Pamětní deska Rudolfa Köglera v Zahradách

Rudolf Kögler (12. března 1899 Krásná Lípa – 19. dubna 1949 Rumburk) byl amatérský přírodovědec, tvůrce první naučné stezky v Čechách a unikátní trojrozměrné geologické mapy.

## Život
Narodil se v Krásné Lípě, tamtéž absolvoval Státní průmyslovou školu pletařskou.
S manželkou Annou (roz. Zimermannovou) měl dvě děti: syna Rolanda (*1926), který zahynul za druhé světové války, a dceru Ingrid (*1940).
Byl zaměstnán jako pletař, textilní návrhář a technický úředník v různých textilních provozech. V roce 1930 se přestěhoval do domu manželčiných rodičů v obci Zahrady, místní části Krásné Lípy. Po druhé světové válce mu hrozilo zařazení do odsunu německého obyvatelstva, kterému se vyhnul díky antifašistickému smýšlení i administrativním nesrovnalostem.
Zemřel na vnitřní krvácení v dubnu 1949 ve věku 50 let v nemocnici v Rumburku po nešťastném selhání lékaře.

## Dílo

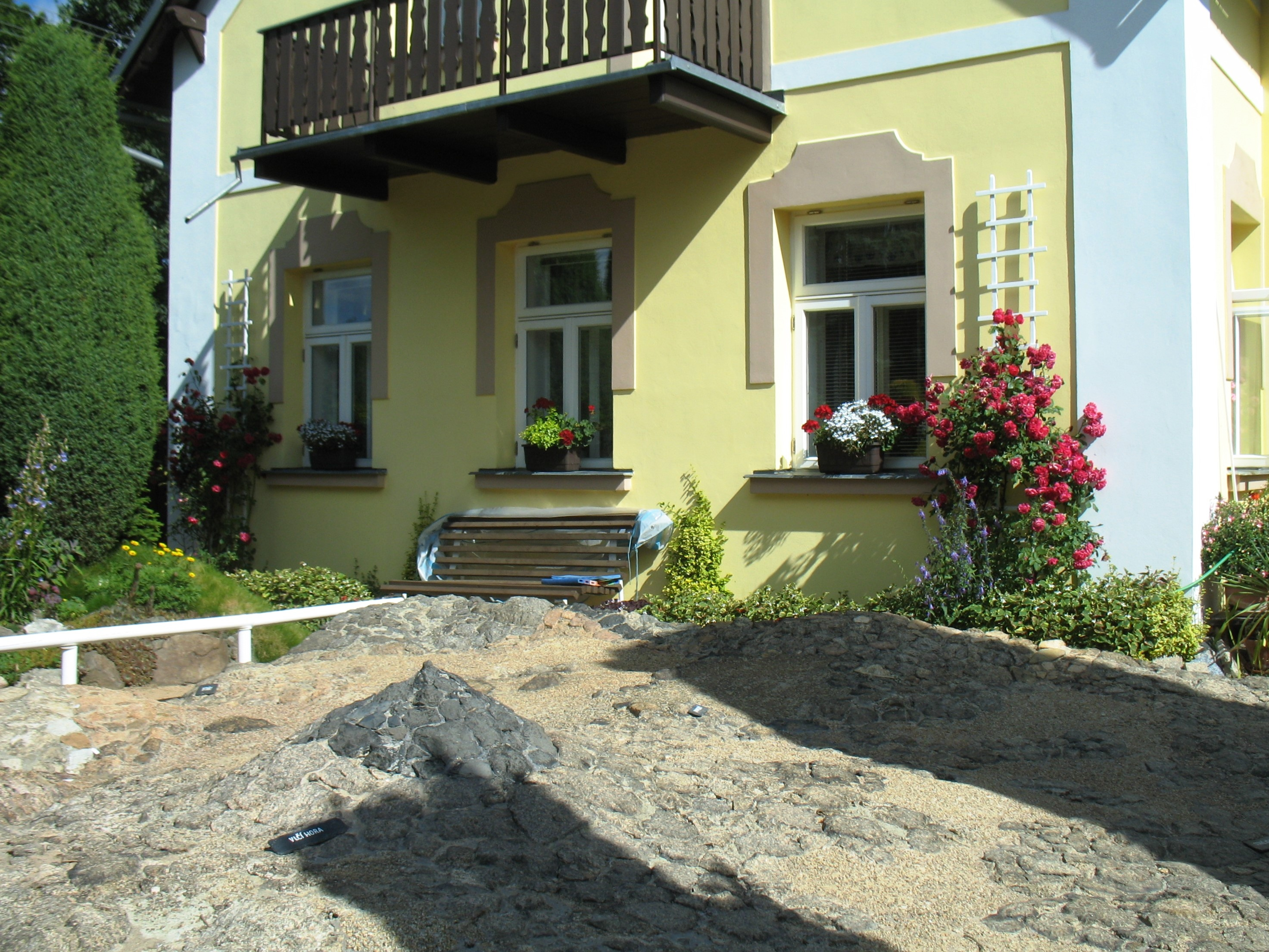
Zahrada domu čp. 30 v Zahradách s plastickou geologickou mapou

Amatérsky se věnoval několika přírodovědným oborům – astronomii, geologii a botanice, a to na úrovni oceňované odborníky. Prováděl astronomická pozorování pro hvězdárnu v Curychu, ceněné byly jeho náčrty polární záře z 25. ledna 1938. Královská observatoř v Greenwichi ho ocenila za jeho pozorování slunečních skvrn.
V roce 1937 dokončil unikátní reliéfní geologickou mapu sestavenou z místních hornin, kterou vybudoval na zahradě domu čp. 30 v Zahradách. Na 50 m² je tak zobrazeno skutečné území o rozloze 29 km² a reprezentováno geologicky zajímavé okolí Vlčí hory s lužickým zlomem. Dokončena byla roku 1935 a veřejnosti zpřístupněna v roce 1937. V roce 1987 byla prohlášena za nemovitou kulturní památku a roku 1983 národní technickou památku. Je dodnes udržovaná a veřejně přístupná, po Köglerově skonu o ni pečovala manželka, následně dcera Ingrid Schnitterová.
V roce 1941 zpřístupnil přírodovědnou vycházkovou trasu ze Zahrad do obce Vlčí Hora. Tato Köglerova naučná stezka byla první naučnou stezkou v Čechách. Stezka začínala v oblasti vápencových lomů, pokračovala mezi pískovcové věže Kyjovského údolí a končila po 12 km u rozhledny na Vlčí hoře. Měla 70 dřevěných informační tabulí, na kterých Kögler představoval zajímavosti o geologii, fauně i floře lokality. V provozu byla do jara 1945, kdy byly německy psané tabule při poválečném ničení všeho německého zlikvidovány. Obnovena a opět zprovozněna byla v rozšířené podobě až v roce 2006 městem Krásná Lípa za spolupráce Köglerových potomků.